# Алемона
Алемона или Алимона је према римској митологији, божанство нижег реда које штити и храни дете док се налази у мајчиној утроби. Једна је од многобројних римских божанстава која се баве детињством и заштитом деце.

## Митологија
Алемона се у некој мери поистовећује својом функцијом у заштити нерођене деце са двема од три судбине (Парке)- Децимом и Ноном, које се старају о "нити живота" деце до деветог и донегде у десетом месецу њиховог живота.
Алемонино име је највероватније изведено од латинског глагола ale (да храни, одржава).
Често се поистовећује са богињом Луцином (лат. Lucina) или Партулом- богиње заштитнице деце, које обезбеђују сигуран пут деци током порођаја или су се бринуле о деци током ризичних порођаја.